# Meredith Gardner
Meredith Gardner (ur. 29 czerwca 1961 w Toronto) – kanadyjska narciarka, uprawiająca narciarstwo dowolne. Zdobyła brązowe medale w skokach akrobatycznych na mistrzostwach świata w Tignes oraz w kombinacji podczas mistrzostw świata w Oberjoch. Nigdy nie startowała na igrzyskach olimpijskich.
Najlepsze wyniki w Pucharze Świata osiągnęła w sezonach 1984/1985 i 1987/1988, kiedy to zajmowała drugie miejsce w klasyfikacji generalnej i klasyfikacji kombinacji, a w klasyfikacji skoków akrobatycznych wywalczyła małą kryształową kulę. W sezonie 1988/1989 również była druga w klasyfikacji generalnej, a w klasyfikacji skoków była trzecia. ponadto w  sezonie 1983/1984 była trzecia w klasyfikacji generalnej i klasyfikacji kombinacji, a w sezonie 1985/1986 była odpowiednio trzecia i druga.
W 1989 r. zakończyła karierę.

## Osiągnięcia

### Mistrzostwa świata
| Miejsce | Dzień    | Rok  | Miejscowość | Konkurencja        | Zwycięzca         |
| ------- | -------- | ---- | ----------- | ------------------ | ----------------- |
| 14.     | 2 lutego | 1986 | Tignes      | Jazda po muldach   | Mary-Jo Tiampo    |
| 3.      | 4 lutego | 1986 | Tignes      | Skoki akrobatyczne | Maria Quintana    |
| 22.     | 6 lutego | 1986 | Tignes      | Balet narciarski   | Jan Bucher        |
| 4.      | 6 lutego | 1986 | Tignes      | Kombinacja         | Conny Kissling    |
| 6.      | 1 marca  | 1989 | Oberjoch    | Balet narciarski   | Jan Bucher        |
| 14.     | 3 marca  | 1989 | Oberjoch    | Jazda po muldach   | Raphaëlle Monod   |
| 18.     | 5 marca  | 1989 | Oberjoch    | Skoki akrobatyczne | Catherine Lombard |
| 3.      | 5 marca  | 1989 | Oberjoch    | Kombiancja         | Melanie Palenik   |

### Puchar Świata

#### Miejsca w klasyfikacji generalnej
- sezon 1982/1983: 8.
- sezon 1983/1984: 3.
- sezon 1984/1985: 2.
- sezon 1985/1986: 3.
- sezon 1986/1987: 21.
- sezon 1987/1988: 2.
- sezon 1988/1989: 2.

#### Miejsca na podium
1. Stoneham – 15 stycznia 1984 (Kombinacja) – 3. miejsce
2. Göstling – 27 lutego 1984 (Kombinacja) – 3. miejsce
3. Göstling – 27 lutego 1984 (Skoki akrobatyczne) – 2. miejsce
4. Sälen – 22 marca 1984 (Kombinacja) – 3. miejsce
5. Tignes – 29 marca 1984 (Skoki akrobatyczne) – 3. miejsce
6. Tignes – 13 grudnia 1984 (Kombinacja) – 2. miejsce
7. Tignes – 13 grudnia 1984 (Kombinacja) – 1. miejsce
8. Mont Gabriel – 13 stycznia 1985 (Kombinacja) – 2. miejsce
9. Lake Placid – 20 stycznia 1985 (Skoki akrobatyczne) – 3. miejsce
10. Lake Placid – 20 stycznia 1985 (Kombinacja) – 2. miejsce
11. Lake Placid – 21 stycznia 1985 (Skoki akrobatyczne) – 1. miejsce
12. Breckenridge – 27 stycznia 1985 (Kombinacja) – 2. miejsce
13. Breckenridge – 27 stycznia 1985 (Skoki akrobatyczne) – 1. miejsce
14. La Sauze – 2 lutego 1985 (Skoki akrobatyczne) – 1. miejsce
15. Pra Loup – 3 lutego 1985 (Kombinacja) – 3. miejsce
16. Kranjska Gora – 21 lutego 1985 (Skoki akrobatyczne) – 1. miejsce
17. Oberjoch – 3 marca 1985 (Kombinacja) – 2. miejsce
18. Oberjoch – 3 marca 1985 (Skoki akrobatyczne) – 1. miejsce
19. La Clusaz – 18 marca 1985 (Kombinacja) – 3. miejsce
20. La Clusaz – 18 marca 1985 (Skoki akrobatyczne) – 1. miejsce
21. Sälen – 23 marca 1985 (Skoki akrobatyczne) – 3. miejsce
22. Sälen – 24 marca 1985 (Kombinacja) – 2. miejsce
23. Tignes – 13 grudnia 1985 (Skoki akrobatyczne) – 2. miejsce
24. Tignes – 13 grudnia 1985 (Kombinacja) – 1. miejsce
25. Mont Gabriel – 12 stycznia 1986 (Skoki akrobatyczne) – 3. miejsce
26. Mont Gabriel – 12 stycznia 1986 (Kombinacja) – 2. miejsce
27. Breckenridge – 23 stycznia 1986 (Kombinacja) – 3. miejsce
28. Mont Gabriel – 12 stycznia 1986 (Kombinacja) – 2. miejsce
29. Oberjoch – 2 marca 1986 (Kombinacja) – 2. miejsce
30. Oberjoch – 2 marca 1986 (Skoki akrobatyczne) – 1. miejsce
31. Tignes – 12 grudnia 1986 (Kombinacja) – 2. miejsce
32. Mont Gabriel – 11 stycznia 1987 (Kombinacja) – 3. miejsce
33. Tignes – 13 grudnia 1987 (Kombinacja) – 2. miejsce
34. Tignes – 13 grudnia 1987 (Skoki akrobatyczne) – 2. miejsce
35. La Plagne – 20 grudnia 1987 (Kombinacja) – 3. miejsce
36. Mont Gabriel – 10 stycznia 1988 (Skoki akrobatyczne) – 1. miejsce
37. Mont Gabriel – 10 stycznia 1988 (Kombinacja) – 2. miejsce
38. Lake Placid – 16 stycznia 1988 (Jazda po muldach) – 3. miejsce
39. Lake Placid – 17 stycznia 1988 (Kombinacja) – 1. miejsce
40. Lake Placid – 17 stycznia 1988 (Skoki akrobatyczne) – 1. miejsce
41. Breckenridge – 24 stycznia 1988 (Kombinacja) – 3. miejsce
42. Inawashiro – 31 stycznia 1988 (Kombinacja) – 1. miejsce
43. Madarao – 8 lutego 1988 (Skoki akrobatyczne) – 1. miejsce
44. Madarao – 8 lutego 1988 (Kombinacja) – 2. miejsce
45. Oberjoch – 6 marca 1988 (Kombinacja) – 2. miejsce
46. La Clusaz – 12 marca 1988 (Kombinacja) – 2. miejsce
47. La Clusaz – 12 marca 1988 (Skoki akrobatyczne) – 1. miejsce
48. Hasliberg – 20 marca 1988 (Skoki akrobatyczne) – 1. miejsce
49. Hasliberg – 20 marca 1988 (Kombinacja) – 1. miejsce
50. Tignes – 11 grudnia 1988 (Skoki akrobatyczne) – 2. miejsce
51. Tignes – 11 grudnia 1988 (Kombinacja) – 1. miejsce
52. La Clusaz – 18 grudnia 1988 (Kombinacja) – 3. miejsce
53. La Clusaz – 18 grudnia 1988 (Skoki akrobatyczne) – 3. miejsce
54. Mont Gabriel – 6 stycznia 1989 (Balet narciarski) – 3. miejsce
55. Mont Gabriel – 8 stycznia 1989 (Skoki akrobatyczne) – 3. miejsce
56. Lake Placid – 15 stycznia 1989 (Kombinacja) – 3. miejsce
57. Calgary – 21 stycznia 1989 (Skoki akrobatyczne) – 2. miejsce
58. Calgary – 22 stycznia 1989 (Kombinacja) – 2. miejsce
59. Breckenridge – 29 stycznia 1989 (Kombinacja) – 2. miejsce
60. La Clusaz – 11 lutego 1989 (Skoki akrobatyczne) – 3. miejsce
61. La Clusaz – 12 lutego 1989 (Kombinacja) – 1. miejsce
62. Voss – 12 marca 1989 (Kombinacja) – 3. miejsce
63. Åre – 18 marca 1989 (Kombinacja) – 3. miejsce
64. Suomu – 24 marca 1989 (Kombinacja) – 3. miejsce

W sumie 19 zwycięstw, 22 drugie i 23 trzecie miejsca.